# 塞罗布兰科
塞罗布兰科是巴西南大河州的一个市镇。总面积154.105平方公里，总人口4465人，人口密度29人/平方公里。